# 정현민
정현민은 대한민국의 각본가이다. 2001년부터 약 10년 여간 국회에서 노동정책 전문 보좌관으로 일하기도 하였으며, KBS 대하드라마 《정도전》 등을 집필하였다.

## 학력
- 부산기계공업고등학교 졸업
- 동아대학교 신문방송학과 학사 졸업[1]
- 고려대학교 노동대학원 노사관계학 석사 졸업

## 드라마
- 2010년 KBS 5부작 대하드라마 《자유인 이회영》 ... 공동집필
- 2010년 ~ 2011년 KBS2 수목 대기획 드라마 《프레지던트》 ... 공동집필
- 2011년 KBS2 단막극 《KBS 드라마 스페셜 - 《남자가 운다》》 ... 집필
- 2011년 KBS2 단막극 《KBS 드라마 스페셜 - 《올레길 그 여자》 ... 집필
- 2011년 KBS2 단막극 《KBS 드라마 스페셜 - 《수호천사 김영구》 ... 집필
- 2011년 KBS2 단막극 《KBS 드라마 스페셜 - 《서경시 체육회 구조조정 비하인드 스토리》 ... 집필
- 2012년 ~ 2013년 KBS2 TV소설 《사랑아 사랑아》 ... 공동집필
- 2014년 KBS1 대하드라마 《정도전》 ... 집필
- 2015년 KBS2 수목 미니시리즈 《어셈블리》 ... 집필
- 2019년 SBS 금토 미니시리즈 《녹두꽃》 ... 집필
- 2025년 JTBC 드라마 《신의 구슬》 ... 집필

## 수상
- 2009년 제22회 KBS 극본공모 가작
- 2014년 제7회 코리아 드라마 어워즈 작가상